# Guerra de Morea
La Guerra de Morea (italià: Guerra di Morea) és el nom més conegut de la Sisena Guerra otomanoveneciana. La guerra es lliurà entre 1684-1699, com a part del conflicte més ampli conegut com a "Gran Guerra Turca", entre la República de Venècia i l'Imperi otomà. Les operacions militars s'estengueren des de Dalmàcia fins a la mar Egea; la campanya principal de la guerra, però, fou la conquesta veneciana de la península de Morea al sud de Grècia. Pel costat venecià, es lluità per venjar la pèrdua de Creta en la Guerra de Creta (1645-1669), mentre que els otomans van lluitar a la seva frontera nord contra els Habsburg i no van poder concentrar les seves forces contra la república. Com a tal, la Guerra de Morea té la distinció de ser l'únic conflicte otomanovenecià, del qual Venècia sortí victoriós, guanyant un territori significatiu. Tanmateix, la revitalització expansionista de Venècia seria de curta durada, ja que els seus guanys serien en la Guerra otomanoveneciana (1714-1718) invertits pels otomans el 1715.

## Antecedents

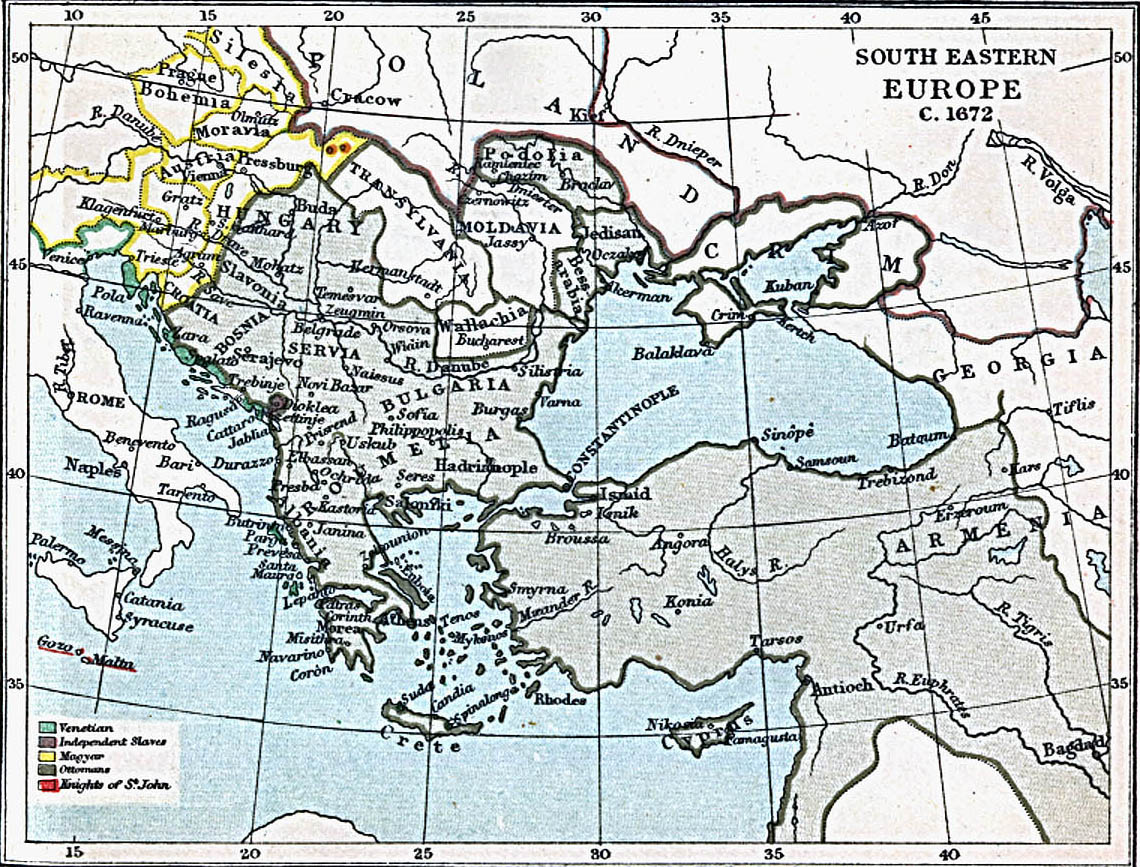
Mapa del sud-est d'Europa cap a 1670

Venècia tenia illes a l'Egeu i a la mar Jònica, juntament amb forts estratègicament situats al llarg de la costa del continent grec des de l'expulsió de l'Imperi Romà d'Orient després de la Quarta Croada. No obstant això, amb l'ascens dels otomans, durant els segles xvi i xvii, els venecians van perdre la major part d'aquestes illes, incloent-hi Xipre i Eubea (Senyoria de Negropont) en favor dels turcs. Entre els anys 1645 i 1669, els venecians i els otomans van lluitar en una llarga i costosa Guerra de Creta (1645-1669) sobre l'última gran possessió veneciana de l'Egeu, Creta. Durant aquesta guerra, el comandant venecià Francesc Morosini entrà en contacte amb els rebels de Mani. Van acordar dur a terme una campanya conjunta a Morea. El 1659, Morosini aterrà a Morea, i juntament amb els maniots, va prendre Calamata. No obstant això, poc després fou obligat a tornar a Creta, i l'empresa peloponesiana fracassà.
Durant el segle xvii, els otomans van continuar sent els principals poders polítics i militars a Europa; els signes de declivi, però, se'n feren evidents: l'economia otomana patí l'afluència d'or i argent d'Amèrica, un pressupost cada vegada més desequilibrat i reiterades devaluacions de la moneda, mentre que el tradicional sistema de cavalleria timariot i els geníssers, que formaven el nucli dels exèrcits otomans, van disminuir de qualitat i foren substituïts per forces irregulars inferiors als exèrcits europeus. Els esforços de reforma del soldà Murad IV (1623-1640), i l'administració capaç de la dinastia Köprülü de Gran Viziers, els membres de la qual van governar l'imperi de 1656 a 1683, van aconseguir mantenir el poder otomà i fins i tot van permetre la conquesta de Creta, però la llarga i extensa guerra allí exhaurí els recursos otomans.
Com a conseqüència de la Guerra polonesootomana (1672-76), els otomans van aconseguir l'última expansió territorial a Europa amb la conquesta de Podòlia, i després la Guerra russo-turca (1676-1681) va intentar expandir-se a Ucraïna; van ser retinguts, però, pels russos. El Tractat de Bakhchisarai va fer del riu Dnièper el límit entre l'Imperi Otomà i Rússia.
El 1683, esclatà una nova guerra entre austríacs i otomans, amb un gran exèrcit otomà que avançava cap a Viena. El setge otomà el trencà en la batalla de Viena el rei de Polònia, Jan Sobieski. Com a resultat, es formà una Santa Lliga antiotomana (1684) a Linz el 5 de març de 1684 entre l'emperador Leopold I, l'emperador romà sagrat, el sobiàski i el dux de Venècia, Marcantonio Guistinian. En els anys següents, els austríacs van recuperar Hongria del control otomà, i fins i tot Belgrad (1688 i la batalla de Niš, 1689). No obstant això, els austríacs ja estaven implicats en la Guerra dels Nou anys (1688-97) contra França. Els otomans, sota un altre Gran Vizier Köprülü Fazıl Mustafa Pasha, van recuperar la iniciativa i van tornar als austríacs Niš i Vidin el 1690 i llançaren incursions al llarg del Danubi. Després del 1696, no obstant això, la marea retornà amb les campanyes d'Azov (1695-96) pels russos el 1696 seguit d'una desastrosa derrota a mans d'Eugeni de Savoia en la batalla de Senta el setembre de 1697. Com a conseqüència, van començar les negociacions entre les parts en conflicte, que conduïren a la signatura del Tractat de Karlowitz el 1699.

### Conquesta de Morea (1685–87)

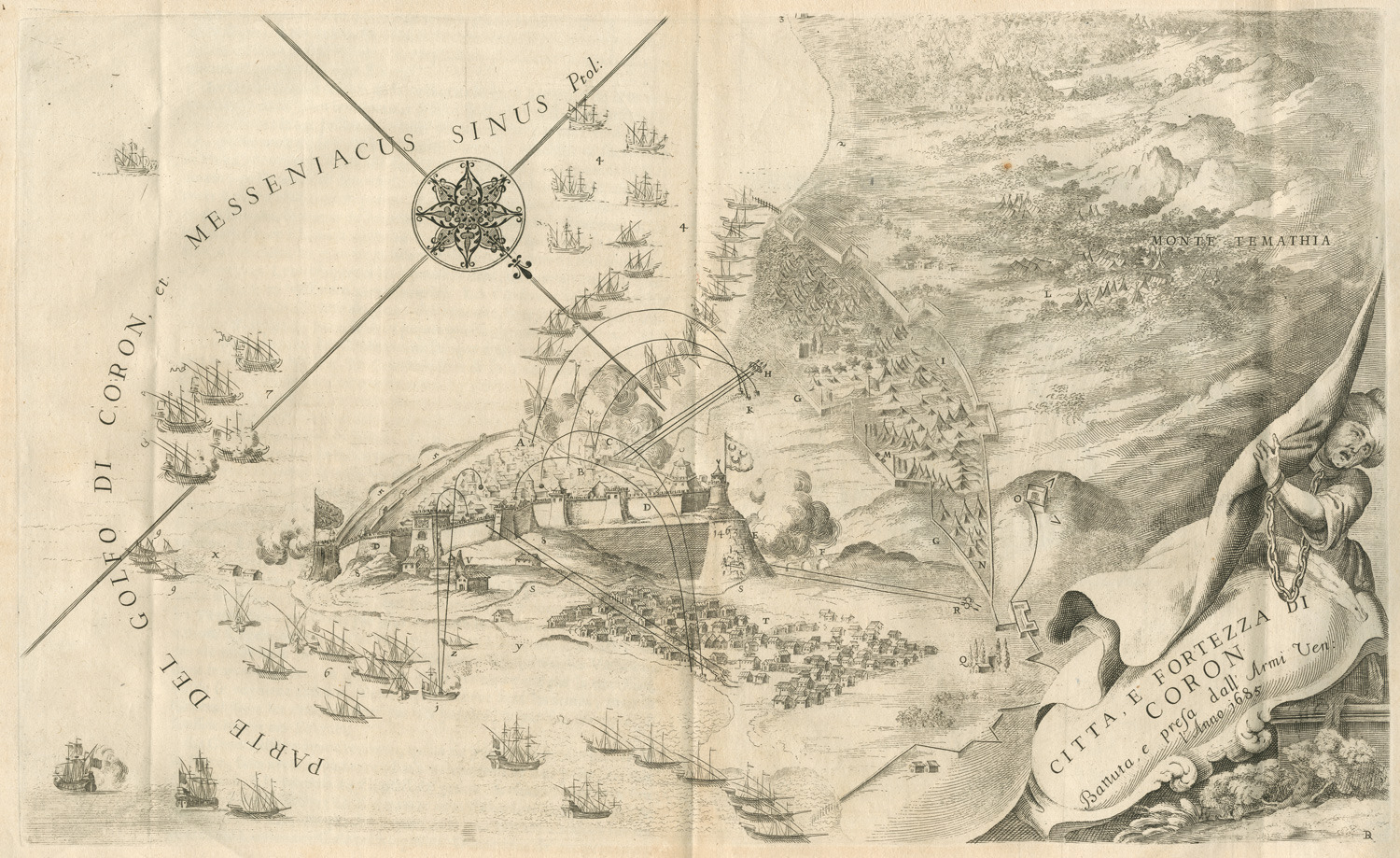
Setge de Coron, per Vincenzo Coronelli

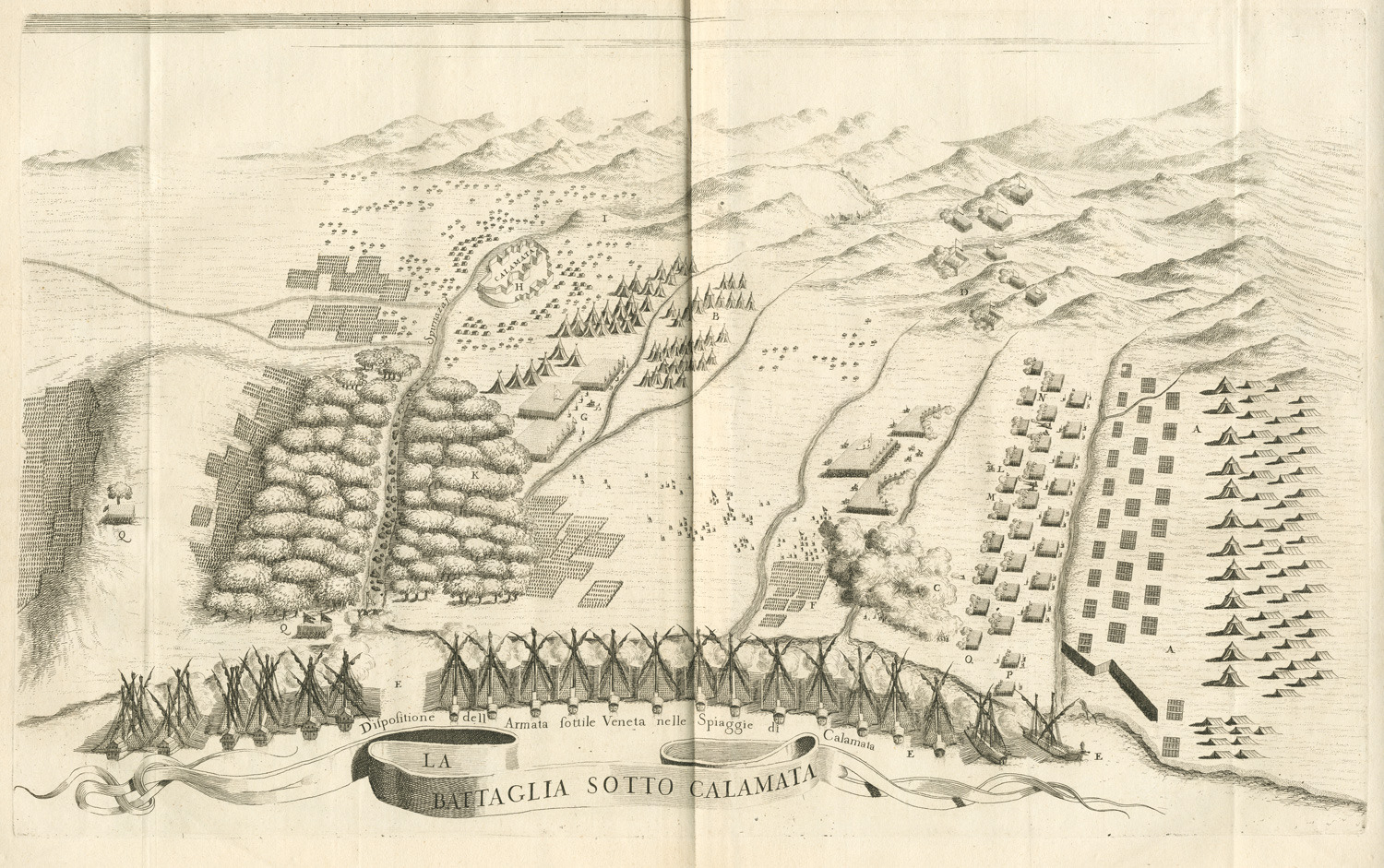
Batalla de Calamata, per Vincenzo Coronelli

Després d'haver aconseguit la rereguarda durant l'any anterior, Morosini fixà el seu punt de mira sobre el Peloponès, on els grecs havien començat a mostrar senyals de revolta. Ja a la primavera del 1684, les autoritats otomanes havien arrestat i executat el metropolità de Corint, Zacarías, per participar en cercles revolucionaris. Alhora, es van iniciar moviments d'insurrecció entre els maniotes, que es van ressentir de la pèrdua de privilegis i autonomia, incloent-hi l'establiment de guarnicions otomanes a les fortaleses de Zarnata, Kelefa i Passavas, que havien patit a causa de la seva col·laboració amb els venecians en la Guerra de Creta. A principis de la tardor, una assemblea sota la presidència del bisbe local, Joachim, decidí apropar-se als venecians per obtenir ajuda, i el 20 d'octubre, una ambaixada de deu persones arribà a Zakynthos per parlar amb Morosini. Les discussions s'allargaren fins al febrer de 1685, quan, finalment, el comandant en cap venecià acordà subministrar als maniots armes i municions. Mentrestant, però, les autoritats otomanes no havien estat inactives. En els mesos anteriors havien reforçat les tropes a Lacònia, i al febrer, el nou seresker de Morea, Ismail Pasha, envaí la península de Mani amb 10.000 soldats. Els habitants de Mani van resistir, però els seus renovats motius d'ajuda als venecians a principis de març només van resultar en l'enviament de quatre vaixells amb munició a Daniel Dolfin. Com a resultat, els maniots es van veure obligats a presentar, i hi van renunciar, els seus fills com a ostatges al seresker.
A la fi, el 21 de juny, la flota veneciana navegà pel Peloponès, i el 25 de juny, l'exèrcit venecià, amb més de 8.000 soldats, aterrà fora de l'antic fort venecià de Coró i el van assetjar. Els maniots van romandre passius al principi, i durant un temps la posició de les tropes cristianes assetjadores fou amenaçada per les tropes del governador de Nàuplia, Halil Pasha, i els frescs reforços desembarcats per la flota otomana de Kapudan Pasha a Nàuplia i a Calamata. Els esforços otomans per trencar el setge foren derrotats; l'11 d'agost, però, la fortalesa es va rendir. Tot i un compromís de pas segur, la guarnició fou massacrada a causa de la sospita de traïció.

### Batalla de Calamata
En l'etapa final van participar 230 maniots sota Pavlos Makris, i aviat s'aixecà la revolta de nou, encoratjada per la presència de Morosini a Coron. El comandant venecià ara es dirigí a Calamata, on el Kapudan Pasha havia deixat 6.000 soldats i 2.000 cavallers, i hi establí un campament. El 10 de setembre, els venecians i maniots van obtenir la rendició de la fortalesa de Zarnata; la seva guarnició de 600 va permetre el pas segur a Calamata, però el seu comandant es va retirar a Venècia. Després que Kapudan Pasha rebutgés una oferta de Morisini per dispersar el seu exèrcit, l'exèrcit venecià, reforçat per 3.300 saxons i sota el comandament del general Hannibal von Degenfeld, atacà el camp otomà i els va vèncer el 14 de setembre. Calamata es lliurà sense lluita i el seu castell fou arrasat; a finals de setembre, les guarnicions otomanes de Kelafa i Passavas havien capitulat i evacuat a Mani. Passavas fou arrasat; els venecians, però, van instal·lar les seves guarnicions a Kelafa i Zarnata, així com a l'illa de Marathonisi, per vigilar els maniots indisciplinats, abans de tornar a les Illes Jòniques a l'hivern.
La temporada de campanya acabà amb la captura i arrasada d'Igumenitsa l'11 de novembre. Una vegada més, la malaltia feu estralls en l'exèrcit venecià a les seves casernes d'hivern.

## Ocupació d'Atenes (1687–88)

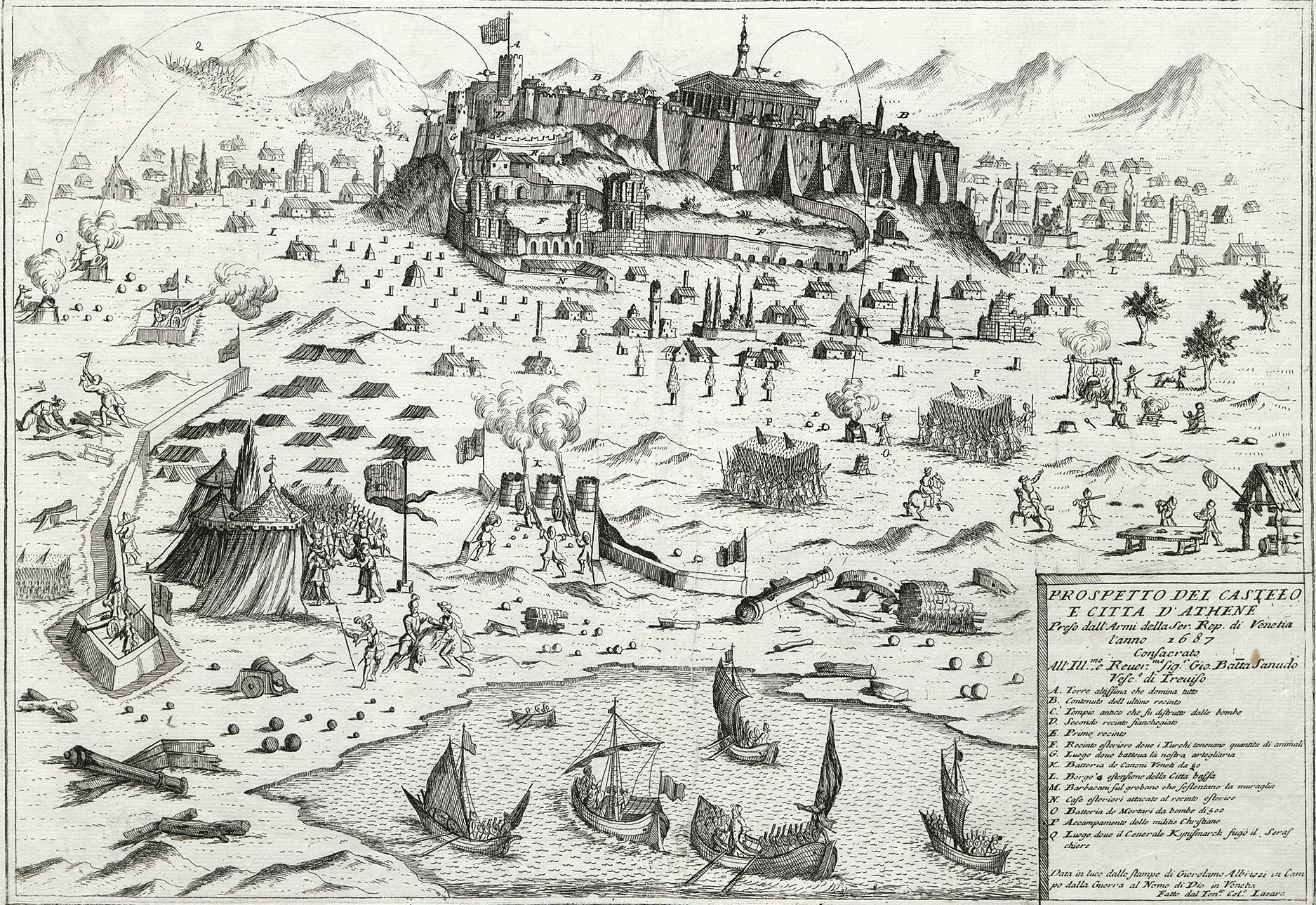
Gravat del setge de l'Acròpolis d'Atenes, setembre de 1687

La posició veneciana del Peloponès no va poder ser segura, tanmateix, mentre els otomans es trobaven a l'est de Grècia Central, on Tebes, Grècia i Negrepont eren importants fortaleses militars. El 21 de setembre de 1687, l'exèrcit de Königsmarck, amb 10.750 soldats, desembarcà a Eleusis, mentre que la flota veneciana entrava al Pireu. Els turcs van evacuar ràpidament la ciutat d'Atenes; la guarnició i gran part de la població es van retirar a l'antiga Acròpoli d'Atenes, decidida a mantenir-se fins que arribessin reforços de Tebes. L'exèrcit venecià instal·là bateries de canó i morter al Pnyx i altres altures de la ciutat i començà un setge de l'Acròpoli, que duraria sis dies (del 23 al 29 de setembre) i causaria molta destrucció als antics monuments. Els otomans van enderrocar primerament el Temple de Nike Àptera per aixecar-hi una bateria de canó, i el 25 de setembre, una bala de canó destrossà el Propileu. El dany més important causat fou la destrucció del Partenó. Els turcs van utilitzar el temple per a emmagatzemar municions i quan, al vespre del 26 de setembre del 1687, un morter impactà a l'edifici, l'explosió matà 300 persones i provocà la destrucció total del sostre del temple i la majoria de les parets. Malgrat l'enorme destrucció provocada pel "tir miraculós", tal com l'anomenà Morosini, els turcs van continuar defensant el fort fins que, el 28 de setembre, Königsmarck rebutjà un intent de socors de l'exèrcit otomà de Tebes. La guarnició va capitular, amb la condició de ser transportada a Smyrna.

## Conclusió

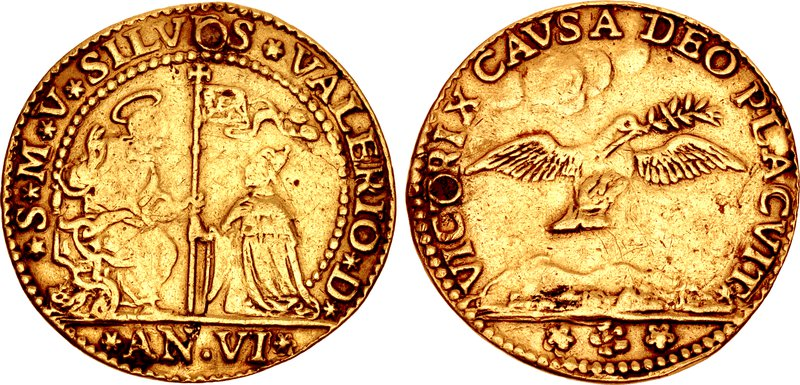
Moneda veneciana commemorativa del Tractat de Karlowitz

El Tractat de Karlowitz, signat el gener del 1699, confirmà la possessió veneciana de Cefalònia i Morea amb l'illa d'Egina, que s'organitzà com el Regne de la Morea, dividit en quatre províncies: Romania, amb seu a Nàuplia (Nàpols de Romania); Lacònia, amb seu a Monemvasia (Malvasia); Messènia, amb seu a Navarino, i Acaia, amb seu a Patres. La guerra, però, havia creat una crisi demogràfica i econòmica al Peloponès. Segons el primer cens realitzat pels venecians, hi havia 86.468 persones a la península en comparació amb una població anterior a la guerra d'uns 200.000. Els venecians van aconseguir restaurar una mica de prosperitat, la població suposadament cresqué a uns 250.000 el 1708, probablement impulsada per la immigració, però, no van aconseguir guanyar la confiança dels seus súbdits ortodoxos grecs, els quals estaven acostumats a una relativa autonomia sota els turcs i es ressentien de la burocràcia veneciana. Els venecians també van llançar un gran projecte de fortificació al llarg del Peloponnès, el resultat del qual encara es pot veure avui. No obstant això, Venècia es trobava massa debilitada per afirmar amb efectivitat la seva autoritat, i el 1715 una ràpida campanya otomana (1714-1718) recuperà Morea.